# Боднар Роман Миколайович (лікар)
Рома́н Микола́йович Бо́днар (14 квітня 1945, с. Оришківці, нині Гусятинського району Тернопільської області — 17 серпня 2004, м. Львів) — український лікар-психіатр, літератор. Лікар вищої категорії.

## Життєпис
У дитинстві проживав у містах Чортків та Монастириська.
Закінчив Львівський медичний інститут (1968, нині національний медичний університет).
Працював у Львівській області психіатром лікарні: лікарем (1972—1982), заступником головного лікаря (1982—1989), завідувач третім клінічним відділом, головним лікарем (1991—1996).

## Доробок
На його вірші написані пісні, перекладав вірші російських поетів. Діяльний у «Просвіті» та інших товариствах, Народного руху України.
Автор наукових статей, досліджень головного мозку за радіоізотопною методикою, публікацій літературних творів у періодиці,

### Книги
- «Сад поезій» (1993),
- «Поезії» (2005).